# Pavel Fyodorovich Batitsky
Pavel Fyodorovich Batitsky (tiếng Nga: Павел Фёдорович Батицкий; 1910 - 1984) là một nhà lãnh đạo quân sự Liên Xô được trao tặng danh hiệu Anh hùng Liên Xô năm 1965 và được thăng hàm Nguyên soái Liên Xô năm 1968. Batitsky phục vụ trong Hồng quân từ năm 1924 và là Tổng Tư lệnh Lực lượng Phòng không Liên Xô từ 1966 đến 1978.

## Tiểu sử
Ông sinh ngày 27 tháng 6 năm 1910 tại thành phố Kharkiv và bắt đầu phục vụ trong Hồng quân từ tháng 10 năm 1924. Năm 14 tuổi, ông vào học trường dự bị quân sự Kharkov (không lâu sau được chuyển đến Poltava) và năm 1926, được gửi đến học tại trường kỵ binh quân đội, tốt nghiệp năm 1929. Từ tháng 3 năm 1929 đến tháng 5 năm 1935, ông phục vụ trong kỵ binh và chỉ huy một trung đội và phân đội trong Quân khu Belorussia.
Năm 1938, ông tốt nghiệp bằng danh dự của Học viện quân sự Frunze. Từ tháng 9 năm 1939 đến tháng 12 năm 1940, ông công tác tại Trung Quốc với tư cách là Tham mưu trưởng quân đội Liên Xô tại Tổng hành dinh quân đội của Tưởng Giới Thạch. Khi trở về Liên Xô, ông được bổ nhiệm làm Tham mưu trưởng Lữ đoàn pháo binh cơ giới số 11 tại Kaunas thuộc Quân khu đặc biệt Baltic. Tháng 3 năm 1941, ông được bổ nhiệm làm Tham mưu trưởng Sư đoàn cơ giới 202. Cuối năm đó, ông nắm quyền chỉ huy Sư đoàn súng trường 254. Trong Chiến tranh Vệ quốc vĩ đại, ông chỉ huy Quân đoàn súng trường 73 (1943-1944) và Quân đoàn súng trường 128 (1944-1945). Sau chiến tranh, ông là Tổng tham mưu trưởng và Phó tổng Tư lệnh lực lượng không quân Liên Xô (1950-1953). 
Sau cái chết của Stalin, tháng 12 năm 1953, Nikita Khrushchev, được hỗ trợ của Nguyên soái Georgy Zhukov, đã thực hiện một cuộc cướp quyền và bắt giữ Lavrentiy Beria, cựu lãnh đạo của NKVD, người nắm thực quyền khi đó. Batitsky khi đó đang là Thượng tướng, Phó Tư lệnh thứ nhất của Quân khu Moskva, đã được chỉ định thực hiện án xử tử Beria.
Batitsky qua đời ngày 17 tháng 2 năm 1984 tại Moskva.

## Danh hiệu và giải thưởng

Phong bì thư Nga mang ảnh Nguyên soái Pavel Batitsky

- Anh hùng Liên Xô
- Huân chương Lenin 5 lần
- Huân chương Cách mạng Tháng Mười
- Huân chương Cờ đỏ 5 lần
- Huân chương Kutuzov hạng 1, 2
- Huân chương Suvorov hạng 2

## Lược sử quân hàm
- Đại tá (27.12.1941);
- Thiếu tướng (25.09.1943);
- Trung tướng (11.05.1949);
- Thượng tướng (3.08.1953);
- Đại tướng (5.05.1961);
- Nguyên soái Liên Xô (15.04.1968).